# 3,7 cm FlaK 18/36/37/43
Los 3,7 cm FlaK 18/36/37/43 fueron una serie de cañones antiaéreos de calibre medio producidos por la firma alemana Rheinmetall y utilizada durante la Segunda Guerra Mundial. El cañón era completamente automático y efectivo contra aeronaves que volaban a altitudes de hasta 4200 metros. El cañón fue producido tanto en versiones remolcadas como autopropulsadas. 
Los alemanes también usaron el Flak 43, junto a otras piezas de artillería antiaérea, en el papel de apoyo terrestre. Con la rendición de Alemania en 1945 la producción del Flak 43 se detuvo y, en general, los cañones antiaéreos de calibre 37 mm cayeron gradualmente en desuso, siendo reemplazados por los cañones Bofors 40 mm existentes, y después, por piezas Oerlikon GDF producidas en Suiza.

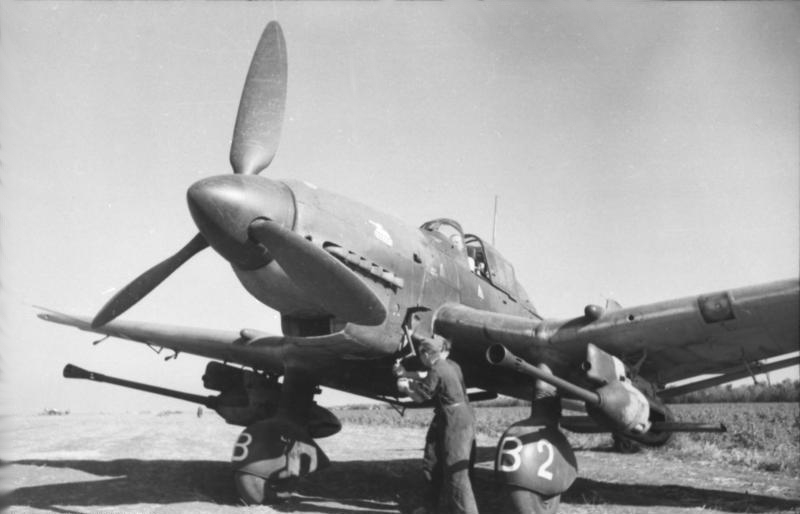
Un Junkers Ju 87 Stuka equipado con dos Bordkanone BK 37, cañones basados en el FlaK 18.